# ACTS
Система космических транспортных средств с экипажем (CSTS) или усовершенствованная система транспортных средств с экипажем (ACTS) — это предложенный проект пилотируемого космического корабля для полётов на низкой околоземной орбите, например, для обслуживания Международной космической станции, а также для исследования Луны и планет. Изначально это был совместный проект Европейского космического агентства (ЕКА) и Роскосмоса, но позже он стал проектом исключительно ЕКА. Это исследование было задумано как базовый стратегический план для сохранения европейской программы пилотируемых космических полётов.
CSTS завершила начальный этап исследования, который длился 18 месяцев, с сентября 2006 года по весну 2008 года, прежде чем проект был закрыт перед конференцией государств-членов ЕКА в ноябре 2008 года. Однако глава ЕКА отрицает, что план развития ATV является альтернативой, и продолжаются переговоры о том, стоит ли продолжать финансирование плана ACTS. По состоянию на конец ноября 2008 года финансирование проекта ограничивалось технико-экономическим обоснованием, а запуск транспортного средства возможен не раньше 2017 года.
В 2009 году Россия решила использовать версию оригинального проекта CSTS и переименовала его в перспективную пилотируемую транспортную систему (ППТС).
ЕКА решило использовать ACTS (Усовершенствованную систему транспортировки экипажа), эволюцию корабля CSTS, который представлял бы собой модернизированную версию космического корабля ATV с экипажем. В середине 2009 года EADS Astrium получила грант в размере 21 миллиона евро на разработку варианта ATV с экипажем, который, как считается, сейчас является основой дизайна ACTS.
С начала 2013 года ЕКА и НАСА начали сотрудничество по разработке европейского сервисного модуля для текущей версии космического корабля «Орион». Это поставило под сомнение предыдущие усилия ЕКА по созданию производной от космического корабля ATV с экипажем. По состоянию на лето 2015 года, никакие известные новые разработки по проекту CSTS / ACTS не были доведены до сведения общественности.